# Rundfunkmuseum

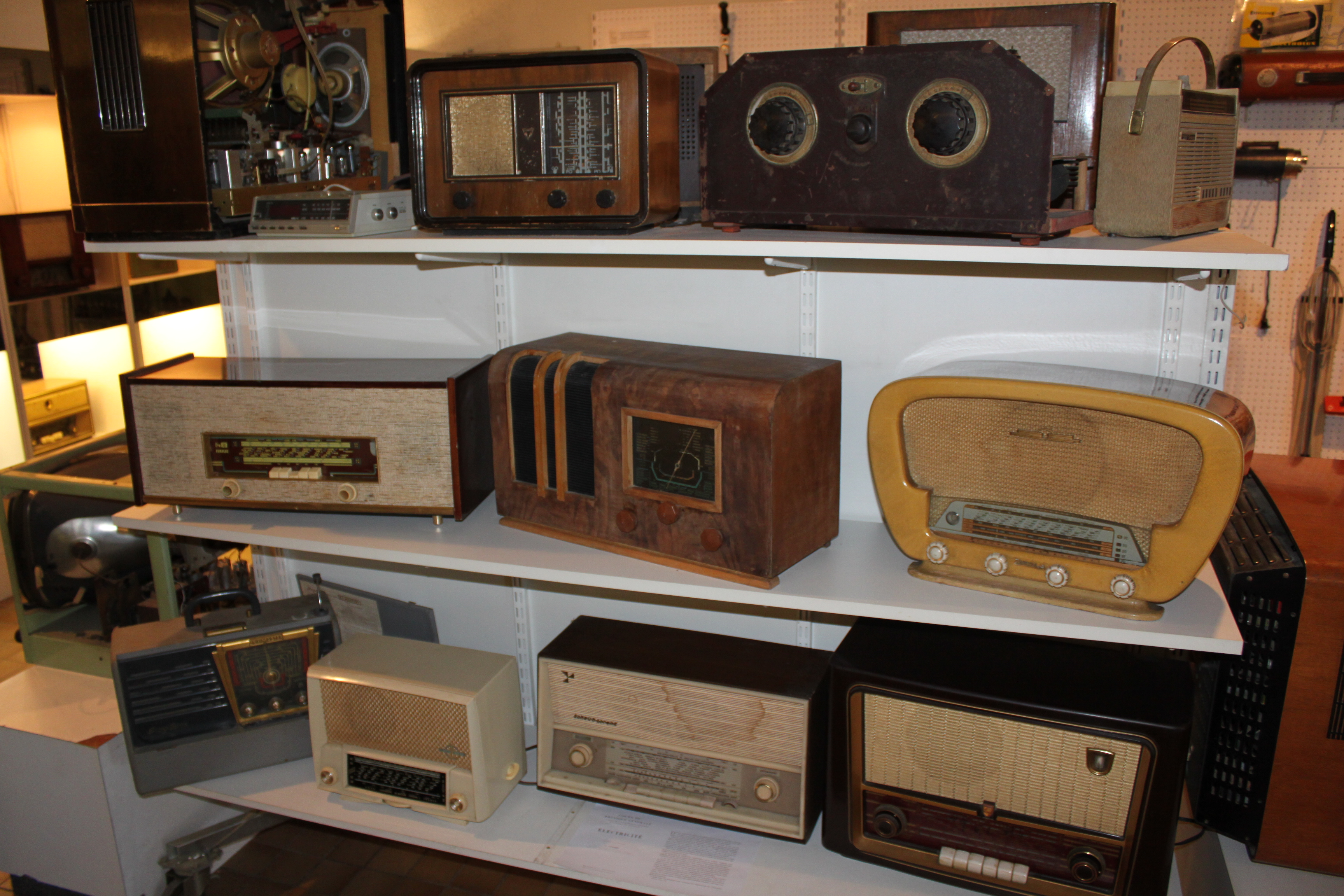
Historische Rundfunkempfänger im Museum

Ein Rundfunkmuseum ist ein Museum, das die Geschichte des Rundfunks und damit die Geschichte des Hörfunks und des Fernsehens darstellt. Das geschieht dadurch, dass Sende- und Empfangsgeräte seit Beginn des Rundfunks präsentiert und für den Museumsbesucher erschlossen werden. Zu den Ausstellungsobjekten gehören Aufnahme- (Mikrofon, Tonbandgerät, Fernsehkamera) und Wiedergabegeräte (Plattenspieler, Musiktruhe, Lautsprecher, Fernsehgerät) und die entsprechende Software (Tonbänder, Videobänder, MAZ-Bänder, Schallplatten, CDs). Es wird auch die Entwicklung von der Röhren- zur Transistor-Technik dargestellt. 
In Deutschland gibt es etwa 25 öffentliche Rundfunkmuseen.